# 小山良太 (経済学者)
小山 良太（こやま りょうた、1974年 - ）は、日本の経済学者。福島大学食農学類教授、うつくしまふくしま未来支援センター産業復興支援担当マネージャー。専門は農業経済学、協同組合学、地域経済学。

## 来歴
東京都出身。海城高等学校、北海道大学農学部卒業。北海道大学大学院農学研究科博士課程修了。博士（農学）。
地産地消、6次産業化を推進する研究・教育活動に従事している。2011年3月に生じた東日本大震災および福島第一原子力発電所事故を受けて、目下、原発事故下の農業問題に取り組んでいる。

## 著書

### 単著
- 『競走馬産業の形成と協同組合』（日本経済評論社、2004年）

### 共著・編著
- 『地域計画の射程』（八朔社、2010年）
- 『協同組合としての農協』（筑波書房、2009年）
- 『あすの地域論』（八朔社、2008年）
- 『北海道農業の地帯構成と構造変動』（北海道大学出版会、2006年）

## 最近の出演番組
- MBSラジオ RadioNews たね蒔きジャーナル「農政学者が見たチェルノブイリの現実」（2011年12月7日）
- NHK クローズアップ現代「水と土を再生させろ　〜新技術が除染を変える〜」(2012年2月15日）
- テレビユー福島「TUF報道特別番組　大震災・原発事故から1年　〜これから福島はII〜」（2012年3月10日）